# José Amador de los Ríos
José Amador de los Ríos ou José Amador de los Ríos y Serrano (Baena, 1er Janvier 1816 - Séville, 17 février 1878) est un historien, critique littéraire et archéologue espagnol.

## Œuvre
- Colección de poesías escogidas (Séville, 1839).
- Historia de la literatura española escrita en francés por Sismonde [sic] de Sismondi ; principiada a traducir, anotar y completar por José Lorenzo Figueroa y proseguida por José Amador de los Ríos (Séville : Imprenta de Álvarez y Compañía, 1841-1842).
- Sevilla pintoresca o Descripción de sus más célebres monumentos artísticos... teniendo presentes los apuntes de Juan Colom y Colom... ornada con... vistas de los principales edificios, dibujadas por Joaquín Domínguez Becquer y Antonio Brabo (Séville : Francisco Álvarez, 1844).
- Toledo pintoresco o Descripción de sus más célebres monumentos (Madrid : Ignacio Boix, 1845).
- Italica: Historia de esta ciudad famosa, desde su fundación hasta nuestros días, con todos sus descubrimientos (manuscrit de 1845).
- Estudios históricos, políticos y literarios sobre los judíos de España (1848).
- Edición de las Obras de Don Iñigo López de Mendoza, Marqués de Santillana (avec biographie, notes et commentaires en quatre volumes, achevés d'imprimer en 1855).
- El arte latino-bizantino en España y las coronas visigodas de Guarrazar: Ensayo histórico crítico (Madrid : Imprenta Nacional, 1861).
- (avec Juan de Dios de la Rada y Delgado et Cayetano Rosell) Historia de la Villa y Corte de Madrid (1861, seconde édition en 1867).
- Historia crítica de la literatura española (7 vols., 1861-1865).
- Historia social, política y religiosa de los judíos en España y Portugal (3 vols., 1875-1876).
- La Casa-Lonja de Valencia del Cid (Madrid : José Gil Dorregaray, 1876).
- Estudios monumentales y arqueológicos (1877).
- La Cámara Santa de la catedral de Oviedo y sus más antiguos monumentos artístico-industriales (Madrid : José Gil Dorregaray, 1877).
- El monasterio de San Juan de los Reyes en Toledo (Madrid : José Gil Dorregaray, 1877).
- Mosaicos gentílicos, mosaico de Galatea en Elche (Madrid : José Gil Dorregaray, 1877).
- Monumentos latino-bizantinos de Mérida (Madrid : José Gil Dorregaray, 1877).
- Ermita de Santa Cristina en el concejo de Pola de Lena (Asturias) (Madrid : José Gil Dorregaray, 1877).
- Iglesias de San Salvador de Val-de-Dios y parroquial de San Salvador de Priesca en el Concejo de Villaviciosa (Asturias) (Madrid : José Gil Dorregaray, 1877).
- Iglesia de San Miguel de Lillo y Palacio de Ramiro I, actualmente destinado á iglesia parroquial bajo el nombre de Santa María del Naranco (Asturias, Concejo de Oviedo) (Madrid : José Gil Dorregaray, 1877).
- Puerta Antigua de Bisagra en Toledo (Madrid : José Gil Dorregaray, 1877).
- Primeros monumentos religiosos del arte mahometano en Toledo: mezquitas llamadas del Santo Cristo de la Luz y de las Tornerías (Madrid : José Gil Dorregaray, 1877).
- Tríptico-Relicario del Monasterio Cisterciense de Piedra en Aragón (Madrid, 1877).
- (avec son fils Rodrigo Amador de los Ríos y Villalta) Monumentos latino-bizantinos de Córdoba (Madrid, 1879).
- Memoria histórico-crítica sobre las tréguas celebradas en 1439 entre los Reyes de Castilla y de Granada leída en... la Real Academia de la Historia (Madrid : Real Academia de la Historia, 1879).
- Poesías de Don José Amador de los Ríos (prologue de Juan Valera, Madrid : Imp. y Librería de Eduardo Martínez, 1880).
- Revisión y edición de la istoria general y natural de las Indias, islas y tierra firme del mar océano, escrita originalmente por Gonzalo Fernández de Oviedo y Valdés en el siglo XVI, por cuenta de la Real Academia de la Historia (1854).